# アレックス・タイムトラベル (漫画)
『アレックス・タイムトラベル』は、漫画家清原なつのによるSFの連作短編シリーズ。また、シリーズを収録した作品集の表題ともなっている。

## 概要
カテゴリーとしては少女漫画に分類される作品ではあるが、作者の清原なつのが理科系の研究者という経歴を持つこともあり、ハードSFの要素とファンタジーの要素を取り込んだ境界的な作品となっている。
基本的にはタイムマシンによるタイムトラベルもの。『思い出のトロピカルパラダイス』で、タイムパラドックスに挑戦してパラレルワールドに吹き飛ばされてしまい、以前にいた世界への愛着を表明したところで、シリーズは閉じられている。
早川書房版『アレックス・タイムトラベル』 :ISBN 4150306699

## シリーズ作品
1. 未来より愛をこめて（初出：りぼんオリジナル1981年冬の号）
2. 秘密の園から（初出：りぼんオリジナル1982年春の号）
3. ロゼ（初出：りぼんオリジナル1982年初夏の号）
4. ローズガーデンの午後（初出：りぼんオリジナル1982年夏の号）
5. 思い出のトロピカルパラダイス（初出：りぼんオリジナル1982年秋の号）

## 単行本にあわせて収録された作品
1. 流水子さんに花束を（初出：りぼん1980年11月増刊号）
2. 聖バレンタインの幽霊（初出：ぶ〜け1986年2月号）
3. カメを待ちながら（初出：ぶ〜け1986年5月号）
4. 飛行少年モッ君の場合（初出：りぼんオリジナル1984年夏の号